# GEO集团
geo集团（英語：GEO Group) 是一家美国私人监狱公司，由George Zolley于1984年创立。